# سد بیسورت
سد بیسورت (به فرانسوی: Barrage de Bissorte) یک سد در فرانسه است که در Orelle واقع شده‌است.